# Vito Mannone
Vito Mannone (* 2. März 1988 in Desio) ist ein italienischer Fußballtorwart.

## Sportliche Laufbahn
Im Sommer des Jahres 2005 verpflichtete Trainer Arsène Wenger vom FC Arsenal den italienischen Nachwuchstorwart von Atalanta Bergamo. Dieser hatte im Jahr zuvor einen guten Eindruck bei einem Spiel gegen den FC Parma hinterlassen, als Arsenal primär Arturo Lupoli beim Gegner hatte beobachten lassen. Mannone, der vor allem Stärken darin zeigte, „ein Spiel zu lesen“ und technische Qualitäten mit dem Fuß demonstrierte, unterzeichnete einen Dreijahresvertrag und gleichzeitig zahlte der englische Premier-League-Klub dem italienischen Verein eine Ausbildungsentschädigung in Höhe von 350.000 Pfund – da Mannone noch keinen Profivertrag unterzeichnet hatte, war eine sonst übliche Vertragsablösesumme nicht fällig gewesen. Bereits am 16. Juli 2005 stand Mannone für seinen neuen Verein bei einem 4:1-Freundschaftsspielsieg gegen den FC Barnet zwischen den Pfosten.
Am 18. August 2006 lieh ihn der FC Arsenal für drei Monate an den Zweitligisten FC Barnsley aus. Bei den „Tykes“ sollte Mannone den Stammtorhüter Nick Colgan herausfordern, aber der Aufenthalt in Barnsley sollte sich als glücklos herausstellen. Als er am 22. September 2006 nach einer roten Karte für Colgan eingewechselt wurde, boxte er den Ball beim Stand von 0:0 unglücklich auf den Kopf des gegnerischen Patrick Agyemang, der auf diese Weise den entscheidenden Siegtreffer erzielte. Auch in seinem nächsten Einsatz unterlief ihm ein Fehler, als er den gesperrten Colgan vertrat. Gegen Luton Town ließ er den Ball nach einer Flanke fallen und ermöglichte somit Ahmet Brković – und dem Gegner bereits zum zweiten Male in Folge – das entscheidende Tor. Es folgte eine schwere Knieverletzung und am 23. Oktober 2006 kamen der FC Barnsley und der FC Arsenal überein, dass das Ausleihgeschäft vorzeitig enden und Mannone nach London zwecks einer Behandlung zurückkehren sollte. Im Januar 2007 verhandelte der FC Arsenal mit dem schottischen Erstligisten Inverness Caledonian Thistle für eine weitere Leihe. Da aber ICT dem jungen Torhüter keinen Einsatz in der ersten Mannschaft garantieren konnte, wurde dieser Plan wieder verworfen. Ebenso scheiterten weitere Planspiele im Sommer 2007 mit dem schottischen FC Gretna.
In der Saison 2007/08 war Mannone Stammtorhüter der Arsenal-Reservemannschaft und die unveränderte langfristige Zukunftsperspektive unterstrich der Verein damit, dass sich beide Parteien am 19. Dezember 2007 über einen neuen Vertrag einigten. Zudem war Mannone in drei Partien des Ligapokals Ersatztorhüter hinter Łukasz Fabiański; er wurde jedoch in keinem dieser Spiele eingesetzt. Am 19. April 2008 saß er gegen den FC Reading auch erstmals in einem Premier-League-Spiel auf der Ersatzbank. Zur Saison 2008/09 stieg Mannone nach dem Weggang vom Jens Lehmann zum dritten Torhüter des FC Arsenal auf und übernahm das Trikot mit der Nummer 24, das Manuel Almunia nach der Übernahme der „Nummer 1“ hinterlassen hatte.
Im Januar 2012 wurde Mannone bis Saisonende an Hull City ausgeliehen. Für den Zweitligisten war er fortan Stammspieler und bestritt bis zu seiner Rückkehr zu Arsenal im Sommer 21 Ligaspiele.
Aufgrund von Verletzungen der vor ihm in der Hackordnunung platzierten Wojciech Szczęsny und Fabiański wurde Mannone am zweiten Spieltag der Saison 2012/13 auch bei Arsenal ins Tor der ersten Mannschaft beordert. Dabei blieb er bei seinen beiden ersten Einsätzen bei Stoke City (0:0) und dem FC Liverpool (2:0) ohne Gegentreffer.
Im Sommer 2013 wurde Mannone an den AFC Sunderland verkauft und unterschrieb einen Vertrag bis 2015. 2017 folgte dann der Wechsel zum FC Reading, von wo der Torhüter im Februar 2019 bis Jahresende an Minnesota United in die Major League Soccer verliehen wurde. Danach folgte eine Leihe nach Dänemark zum Esbjerg fB, bevor er im August 2020 bei der AS Monaco unterschrieb. Monaco verließ er nach zwei Spielzeiten und schloss sich dem FC Lorient an.
Bereits nach einem Jahr verließ er Lorient wieder und wechselte im Sommer 2023 zur OSC Lille.